# Environmental Audio Extensions
Environmental Audio Extensions (EAX) är ett antal inställningar för digital signalbehandling för ljud, utvecklade av Creative Technology och inriktade på 3D-ljud. EAX finns i ljudkort i form av senare versioner av Sound Blaster, samt i Creative NOMAD och Creative ZEN. EAX ersatte 2001 det alternativa A3D (Aureal Semiconductor 3-Dimensional).